# Lijst van Eredivisie-transfers 2007/08
Dit is een overzicht van transfers in Nederland in de Eredivisie, van spelers die in januari 2008 van club zijn gewisseld. In januari mochten er van de FIFA en de KNVB weer spelers getransfereerd worden. In totaal heeft de KNVB 131 transfers goedgekeurd.

## AFC Ajax
- Kenneth Pérez van PSV tot medio 2009.
- Bruno Silva van FC Groningen tot medio 2012.
- Rasmus Lindgren van FC Groningen tot medio 2012.
- Samuel Kuffour van AS Roma tot medio 2008.
- Hedwiges Maduro naar Valencia CF tot medio 2012.
- Robbert Schilder naar Heracles Almelo verhuurd.

## AZ
- Simon Poulsen van FC Midtjylland tot medio 2012.
- Héctor Moreno van UNAM Pumas tot medio 2012.
- Kiki Musampa werkloos
- Grétar Steinsson naar Bolton Wanderers tot medio 2011.

## SBV Excelsior
- Aykut Demir van NAC Breda gehuurd
- Ard van Peppen van BV De Graafschap gehuurd
- Sieme Zijm naar FC Dordrecht verhuurd

## Feyenoord
- Michael Jansen van SBV Vitesse tot medio 2008
- Darley Ramon Torres van Atlético Mineiro tot medio 2012
- Denny Landzaat van Wigan Athletic tot medio 2010
- Pieter Collen naar Sint-Truidense VV tot medio 2010
- Karim Saïdi naar Sivasspor tot medio 2008
- Michael Jansen naar BV De Graafschap verhuurd
- Dwight Tiendalli naar Sparta Rotterdam verhuurd
- Jordy Buijs naar BV De Graafschap verhuurd
- Diego Biseswar naar BV De Graafschap verhuurd

## BV De Graafschap
- Michael Jansen van Feyenoord gehuurd
- Diego Biseswar van Feyenoord gehuurd
- Jordy Buijs van Feyenoord gehuurd
- Marcel van der Sloot naar FC Dordrecht verhuurd
- Dave Bus naar Aberdeen FC verhuurd
- Ard van Peppen naar SBV Excelsior verhuurd
- Kevin Sissing naar HFC Haarlem verhuurd
- Berry Powel naar FC Groningen tot medio 2009

## FC Groningen
- Matías Cahais van Boca Juniors gehuurd
- Sepp De Roover van Sparta Rotterdam tot medio 2010
- Danny Holla van FC Zwolle was verhuurd
- Berry Powel van BV De Graafschap tot medio 2009
- Anco Jansen van FC Zwolle gehuurd
- Bruno Silva naar AFC Ajax tot medio 2012
- Rasmus Lindgren naar AFC Ajax tot medio 2012
- Erik Nevland naar Fulham tot medio 2008
- Sander Rozema naar FC Zwolle verhuurd

## SC Heerenveen
- Christian Grindheim van Vålerengen IF tot medio 2012
- Harmen Kuperus van FC Zwolle gehuurd
- Michal Švec van Slavia Praag tot medio 2012
- Gonzalo García naar Heracles Almelo verhuurd
- Jeroen Drost naar NEC verhuurd
- Radosław Matusiak naar Wisła Kraków verhuurd
- Afonso Alves naar Middlesbrough FC tot medio 2012

## Heracles Almelo
- Martin Christensen van Charlton Athletic gehuurd
- Gonzalo García van SC Heerenveen gehuurd
- Robbert Schilder van AFC Ajax gehuurd

## NAC Breda
- Aykut Demir naar SBV Excelsior verhuurd

## N.E.C.
- Jeroen Drost van SC Heerenveen gehuurd
- Bas Sibum van Roda JC tot medio 2011
- Daniel Fernández van Metallurg Donetsk gehuurd
- Kevin Bobson van Willem II gehuurd
- Alexander Prent naar Halmstads BK tot 2011
- Ádám Hrepka naar MTK Boedapest was gehuurd
- Ferne Snoyl naar RKC Waalwijk tot medio 2008

## PSV
- Balázs Dzsudzsák van Debreceni VSC tot medio 2012
- Kenneth Pérez naar AFC Ajax tot medio 2009
- Manuel da Costa naar Fiorentina

## Roda JC
- Nuelson Wau van Willem II
- Elbekay Bouchiba naar Al-Wakrah tot medio 2008
- Bas Sibum naar NEC tot medio 2011

## Sparta Rotterdam
- Dwight Tiendalli van Feyenoord gehuurd
- Wouter Gudde naar RKC Waalwijk tot medio 2009
- Sepp De Roover naar FC Groningen tot medio 2010

## FC Twente
- Ibrahim Maaroufi van Internazionale gehuurd tot medio 2009
- Bjarni Viðarsson van Everton FC tot medio 2010
- Sergio Zijler naar Willem II tot medio 2010

## FC Utrecht
- Joost Broerse naar Apoel Nicosia

## Vitesse
- Claudemir van São Carlos tot medio 2012
- Anders Due naar Aalborg BK
- Giovanny Espinoza naar Cruzeiro tot januari 2009
- Michael Jansen naar Feyenoord tot medio 2008

## VVV-Venlo
- Peter Jungschläger van RBC Roosendaal tot medio 2011
- Keisuke Honda van Nagoya tot medio 2010
- Paul Jans naar Rot-Weiss Essen tot medio 2009
- Maico Gerritsen naar Verbroedering Geel verhuurd

## Willem II
- Leonardo Henrique Veloso van Atlético Mineiro tot medio 2010
- Sergio Zijler van FC Twente tot medio 2010
- George Mourad van IFK Göteborg tot medio 2010
- Christophe Grégoire van AA Gent tot medio 2010
- Mehmet Akgün van Borussia Dortmund tot medio 2009
- Pascal Heije had geen club, tot medio 2008
- Nuelson Wau naar Roda JC
- Kevin Bobson naar NEC verhuurd
- Jonathan Wilmet naar Sint-Truiden VV tot medio 2009